# Бурковецька сільська рада (Тетіївський район)
| Бурковецька сільська рада — орган місцевого самоврядування у Тетіївському районі Київської області з адміністративним центром у с. Бурківці. Історична дата утворення: в 1919 році. Сільській раді підпорядковані населені пункти: - с. Бурківці |

## Склад ради
Рада складається з 12 депутатів та голови.

### Керівний склад ради
| ПІБ                            | Основні відомості                                                                              | Дата обрання | Дата звільнення |
| ------------------------------ | ---------------------------------------------------------------------------------------------- | ------------ | --------------- |
| Моргун Іван Іванович           | Сільський голова, 1969 року народження, освіта, безпартійний                                   | 26.03.2006   | 31.10.2010      |
| Охримович Володимир Мар'янович | Сільський голова, 1952 року народження, освіта середня спеціальна, член Народного Руху України | 31.10.2010   |                 |

Примітка: таблиця складена за даними джерела